# Henrik Salander
Johan Henrik Salander, född 30 september 1945 i Oscars församling i Stockholms stad, är en svensk diplomat.

## Biografi
Åren 1965–1968 var Salander verksam som musiker och han var därvid medlem av popgruppen The Hounds, som hade flera hits på Tio i topp 1966–1968. Han arrangerade Elton Johns första konsert utanför Storbritannien på Kåren i Stockholm i juni 1970.[källa behövs]
Salander avlade filosofie kandidat-examen 1970 och politices magister-examen 1971 vid Stockholms universitet. Åren 1970–1974 var han anställd vid Dagens Nyheter och 1974–1975 vid SIDA. Åren 1975–1986 tjänstgjorde han vid Utrikesdepartementet, däribland i Tanzania 1976–1978, som departementssekreterare 1979–1985 och som kansliråd 1985–1986. Han arbetade 1986–1988 vid Hall & Cederquist Annonsbyrå. Han tjänstgjorde i Politiska avdelningen vid Utrikesdepartementet 1988–1993 och som departementsråd och chef för Enhet 6 1990–1993. Han var minister och biträdande chef för FN-representationen i New York 1993–1999, med ställning som ambassadör från 1995. Han var nedrustningsambassadör i Genève 1999–2000 och ständigt ombud vid nedrustningskonferensen i Genève 2000–2003. Åren 2003–2006 var Salander generalsekreterare för den internationella oberoende kommissionen om massförstörelsevapen (Blixkommissionen), varefter han 2006–2009 var chef för Enheten för nedrustning och icke-spridning vid Utrikesdepartementet.
Salander var vice ordförande i folkrättsdelegationen 1990–1992 och ordförande i utredningen om nedrustningspolitik och rustningskontroll 1991–1992. Han var ordförande för icke-spridningsfördraget om kärnvapen 2002–2003. Han invaldes 2011 som ledamot av Kungliga Krigsvetenskapsakademien.